# Берта Савойская

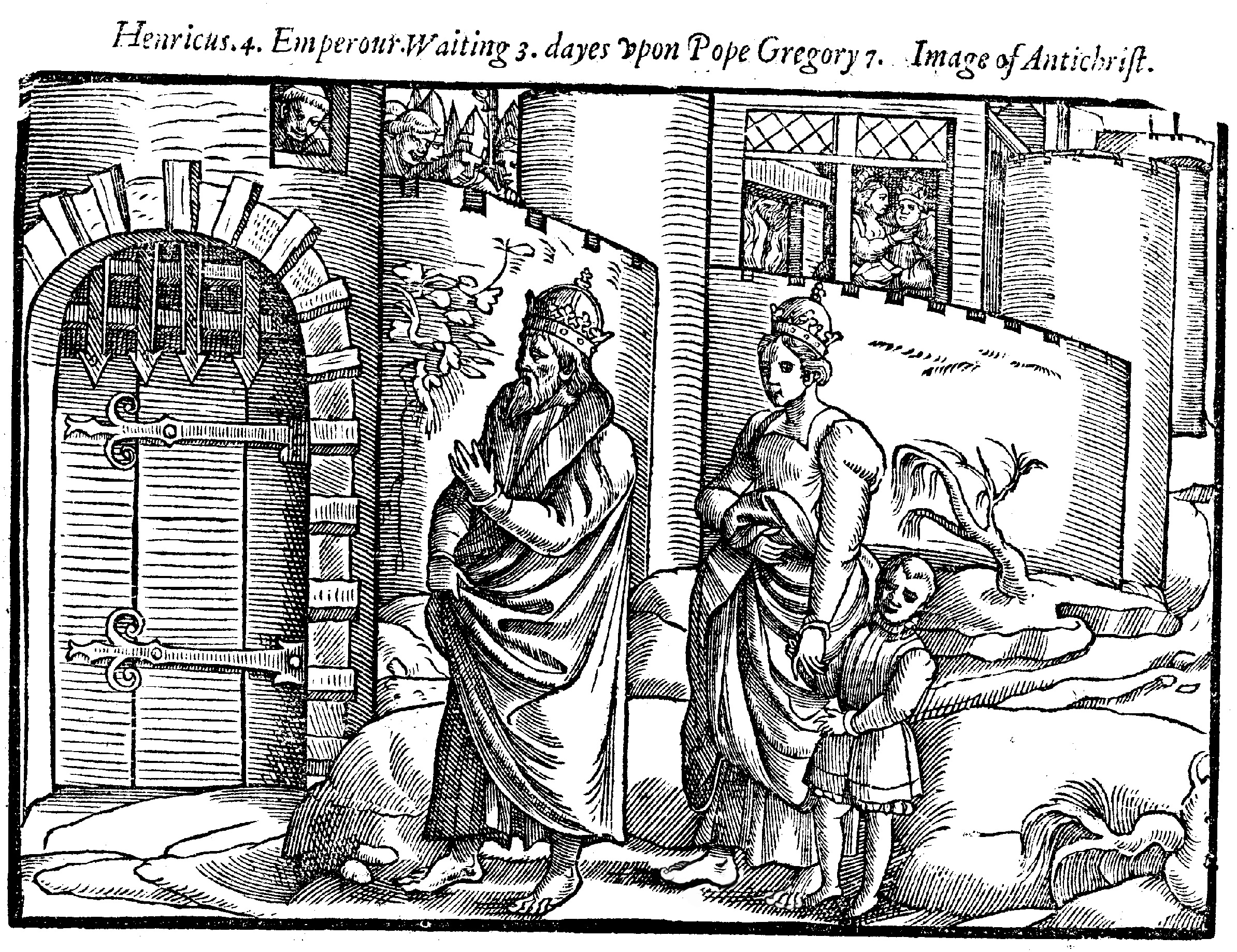
Генрих IV и Берта Савойская в Каноссе

Бе́рта Саво́йская (нем. Bertha von Savoyen; 21 сентября 1051 — 27 декабря 1087, Майнц) — супруга императора Священной Римской империи Генриха IV, императрица Священной Римской империи и королева Германии.

## Биография
Берта Савойская была дочерью графа Савойи Оттона и его жены, Аделаиды Сузской. Ещё в раннем детстве она была обручена также с находившимся ещё в детском возрасте будущим императором Генрихом IV (в Цюрихе, 25 декабря 1055 года). Свадьба состоялась на 11 лет позднее, 13 июля 1066 года, в Требуре. Семейная жизнь Генриха и Берты не удалась. В то время, как жена, молодая и красивая женщина, всячески пыталась доказать свою любовь к супругу — Генрих, пошедший на этот брак лишь в угоду своему отцу, не отвечал Берте взаимностью; современники (например, саксонский хронист Бруно Мерзебургский) сообщают о многочисленных его изменах:

Одновременно он (Генрих) имел двух или трёх любовниц, но и этим он был недоволен. Если он слышал, что у кого-либо есть молодая и красивая дочь или жена, приказывал он доставить её ему даже путём насилия…Его прекрасная и благородная супруга Берта…была ему настолько ненавистна, что он её после свадьбы никогда — без вынужденных обстоятельств — не видел, так как он и саму свадьбу справлял не по собственному хотению.
Генрих IV попытался в 1069 году развестись с нелюбимой женой и обосновал это решение перед собранием имперских князей следующим образом:

Король открыто заявил перед князьями, что ему живётся со своей женой нехорошо. Длительное время он скрывал это от людей, однако более он этого делать не желает. Он не может своей жене ничего поставить в вину, чтобы этот развод оправдать, но в то же время он более не в состоянии жить в этом браке. Он просит поэтому её согласиться освободить его от оков под недобрыми звёздами заключённого союза, их развод принять с терпением и открыть путь к более счастливым бракам в будущем и для неё, и для него. А чтобы никто не мог укорить его жену при заключении нового брака в том, что она не девственна, то он клянётся в том, что она сейчас такова же, как и при заключении брака, незапятнанна и с ненарушенной девственностью.
Однако немецкий епископат, исходя из подобного «обоснования», не решился дать императору развод, и отправил этот вопрос для решения папе Александру II, который не разрешил такого развода. Для разъяснения своей позиции он отправил на Франкфуртский синод своего легата Петра Дамиани. После всего этого Генрих смирился и отказался от своих планов. Через год у Берты и Генриха родилась дочь.
Во время конфликта между императором и папой Григорием VII Берта сопровождала своего супруга в его опасном путешествии в Каноссу, по необходимости, иногда с их трёхлетним сыном Конрадом на руках. Рядом с Генрихом она стояла на коленях босиком в ледяном холоде с 25 по 28 января 1077 года под стенами Каноссы, чтобы добиться для Генриха примирения с церковью. В 1084 году она, вместе с Генрихом, въехала в Рим и 31 марта этого года была там коронована как императрица.
Скончалась императрица Берта в Майнце. Похоронена в Шпайерском соборе.

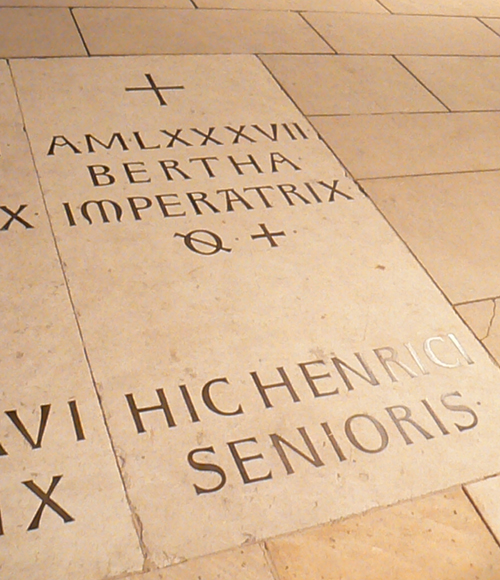
Гробница Берты Савойской

## Дети
В браке с Генрихом IV Берта родила пятерых детей. Это:
- Адельгейда (1070—4 июня 1079)
- Генрих (1071—2 августа 1071)
- Агнесса фон Вайблинген (1072/1073—24 сентября 1143)
- Конрад III (12 февраля 1074—27 июля 1101)
- Генрих V (8 января 1086—23 мая 1125)